# Кромской район
Кромско́й райо́н — административно-территориальная единица (район) и муниципальное образование (муниципальный район) в Орловской области России.
Административный центр — посёлок городского типа Кромы.

## География
Район расположен в центральной части области. Площадь 969 км². Граничит с Урицким, Орловским, Свердловским, Глазуновским, Троснянским, Дмитровским, Сосковским районами.
Крупнейшие реки района: Ока, Крома, Ицка, Ракитня, Неживка, Тросна, Тишинка, Лешенка.
По территории района проходят автодорога М2«Крым» и железнодорожная линия Москва — Льгов.

## История
Район образован 30 июля 1928 года в составе Орловского округа Центрально-Чернозёмной области.
13 июня 1934 года после ликвидации Центрально-Чернозёмной области район вошёл в состав вновь образованной Курской области.
27 сентября 1937 года район вошёл в состав вновь образованной Орловской области.
В феврале 1963 года район был преобразован в Кромской сельский район, в него вошли также территории упраздненных Дмитровского и Троснянского районов.
12 января 1965 года Кромской сельский район вновь преобразован в район, восстановлен Дмитровский район.
23 августа 1985 года из состава района выделен восстановленный Троснянский район.

## Население
| 1959    | 1970    | 1979    | 1989    | 2002    | 2009    | 2010    | 2012    | 2013    |
| ------- | ------- | ------- | ------- | ------- | ------- | ------- | ------- | ------- |
| 33 927  | ↗58 464 | ↘45 259 | ↘24 825 | ↘24 400 | ↘23 100 | ↘21 346 | ↘21 277 | ↘21 222 |
| 2014    | 2015    | 2016    | 2017    | 2018    | 2019    | 2020    | 2021    | 2023    |
| ↘21 173 | ↘20 719 | ↘20 419 | ↘20 289 | ↘20 233 | ↘20 118 | ↗20 164 | ↗20 725 | ↘20 502 |

### Урбанизация
В городских условиях (пгт Кромы) проживают 34,23 % населения района.

### Национальный состав
По итогам переписи населения 2020 года проживали следующие национальности (национальности менее 0,1 % и другое, см. в сноске к строке «Другие»):
| Национальность | Численность, чел. | Доля     |
| -------------- | ----------------- | -------- |
| Русские        | 19 485            | 94,02 %  |
| Украинцы       | 98                | 0,47 %   |
| Узбеки         | 96                | 0,46 %   |
| Армяне         | 58                | 0,28 %   |
| Турки          | 52                | 0,25 %   |
| Азербайджанцы  | 46                | 0,22 %   |
| Таджики        | 46                | 0,22 %   |
| Молдаване      | 30                | 0,14 %   |
| Грузины        | 29                | 0,14 %   |
| Цыгане         | 22                | 0,11 %   |
| Другие         | 763               | 3,69 %   |
| Итого          | 20 725            | 100,00 % |

## Административно-муниципальное устройство
Кромской район в рамках административно-территориального устройства включает 12 сельсоветов и 1 посёлок городского типа.
В рамках организации местного самоуправления на территории района созданы 13 муниципальных образований, в том числе 1 городское и 12 сельских поселений:
| №  | Муниципальное образование           | Административный центр | Количество населённых пунктов | Население (чел.) | Площадь (км²) |
| -- | ----------------------------------- | ---------------------- | ----------------------------- | ---------------- | ------------- |
| 1  | Городское поселение Кромы           | пгт Кромы              | 1                             | ↘7017            | 3,93          |
| 2  | Апальковское сельское поселение     | село Апальково         | 16                            | ↘1066            | 136,44        |
| 3  | Бельдяжское сельское поселение      | село Бельдяжки         | 5                             | ↘339             | 56,33         |
| 4  | Большеколчевское сельское поселение | деревня Атяевка        | 18                            | ↘2603            | 82,00         |
| 5  | Гостомльское сельское поселение     | посёлок Шоссе          | 12                            | ↘482             | 74,02         |
| 6  | Гуторовское сельское поселение      | деревня Арбузово       | 9                             | ↗472             | 58,97         |
| 7  | Короськовское сельское поселение    | село Короськово        | 10                            | ↘524             | 77,64         |
| 8  | Красниковское сельское поселение    | деревня Рассоховец     | 8                             | ↘214             | 72,90         |
| 9  | Кривчиковское сельское поселение    | село Кривчиково        | 9                             | ↘623             | 50,13         |
| 10 | Кутафинское сельское поселение      | село Кутафино          | 19                            | ↘1079            | 105,66        |
| 11 | Ретяжское сельское поселение        | село Ретяжи            | 9                             | ↗552             | 66,84         |
| 12 | Стрелецкое сельское поселение       | деревня Стрелецкая     | 8                             | ↘2879            | 74,30         |
| 13 | Шаховское сельское поселение        | деревня Ульяновка      | 14                            | ↗2652            | 99,70         |

## Населённые пункты
В Кромской район входят 138 населённых пунктов.
| №   | Населённый пункт     | Тип     | Население | Муниципальное образование           |
| --- | -------------------- | ------- | --------- | ----------------------------------- |
| 1   | Александровский      | хутор   | 1         | Кривчиковское сельское поселение    |
| 2   | Алексеевка           | деревня | ↘166      | Гуторовское сельское поселение      |
| 3   | Андреевка            | деревня | 17        | Апальковское сельское поселение     |
| 4   | Апальково            | село    | ↘294      | Апальковское сельское поселение     |
| 5   | Арбузово             | деревня | ↘142      | Гуторовское сельское поселение      |
| 6   | Атяевка              | деревня | ↘219      | Большеколчевское сельское поселение |
| 7   | Бельдяжки            | село    | ↘275      | Бельдяжское сельское поселение      |
| 8   | Большая Драгунская   | деревня | ↘299      | Стрелецкое сельское поселение       |
| 9   | Большая Колчева      | деревня | ↘280      | Большеколчевское сельское поселение |
| 10  | Большое Рыжково      | деревня | 6         | Кривчиковское сельское поселение    |
| 11  | Борисовка            | деревня | 1         | Гостомльское сельское поселение     |
| 12  | Букреево             | деревня | 64        | Гуторовское сельское поселение      |
| 13  | Вендерево            | село    | 14        | Короськовское сельское поселение    |
| 14  | Вендеревский Хутор   | деревня | 1         | Ретяжское сельское поселение        |
| 15  | Верхний Хутор        | деревня | 18        | Апальковское сельское поселение     |
| 16  | Вожово               | село    | ↗1160     | Большеколчевское сельское поселение |
| 17  | Воскресенский        | посёлок | 5         | Ретяжское сельское поселение        |
| 18  | Выселки              | деревня | ↘101      | Шаховское сельское поселение        |
| 19  | Высокий              | посёлок | 0         | Апальковское сельское поселение     |
| 20  | Галактионовский      | посёлок | 1         | Кутафинское сельское поселение      |
| 21  | Георгиевский         | посёлок | 1         | Шаховское сельское поселение        |
| 22  | Глинки               | деревня | ↘198      | Кутафинское сельское поселение      |
| 23  | Голубица             | деревня | ↘220      | Шаховское сельское поселение        |
| 24  | Гордый               | посёлок | 6         | Ретяжское сельское поселение        |
| 25  | Горки                | деревня | ↘114      | Шаховское сельское поселение        |
| 26  | Гостомль             | деревня | ↘76       | Гостомльское сельское поселение     |
| 27  | Грозный              | посёлок | 0         | Гостомльское сельское поселение     |
| 28  | Гугнявка             | деревня | 30        | Красниковское сельское поселение    |
| 29  | Гуторово             | село    | ↘101      | Гуторовское сельское поселение      |
| 30  | Дмитровский          | посёлок | 13        | Кутафинское сельское поселение      |
| 31  | Добрынь              | деревня | 9         | Гостомльское сельское поселение     |
| 32  | Дьячье               | деревня | 11        | Короськовское сельское поселение    |
| 33  | Жирятино             | деревня | 10        | Красниковское сельское поселение    |
| 34  | Жуковский            | посёлок | 11        | Большеколчевское сельское поселение |
| 35  | Загнилецкий Хутор    | деревня | 22        | Большеколчевское сельское поселение |
| 36  | Закромский Хутор     | деревня | ↘156      | Большеколчевское сельское поселение |
| 37  | Западная Зорька      | посёлок | 84        | Большеколчевское сельское поселение |
| 38  | Заречье              | деревня | ↘77       | Короськовское сельское поселение    |
| 39  | Здоровяк             | посёлок | 1         | Апальковское сельское поселение     |
| 40  | Зелёная Роща         | посёлок | 1         | Гуторовское сельское поселение      |
| 41  | Зиновеевка           | деревня | 0         | Кривчиковское сельское поселение    |
| 42  | Ивановский           | посёлок | 1         | Кутафинское сельское поселение      |
| 43  | Калинов              | посёлок | 7         | Апальковское сельское поселение     |
| 44  | Калиновский          | посёлок | 0         | Кутафинское сельское поселение      |
| 45  | Каменец              | деревня | 39        | Шаховское сельское поселение        |
| 46  | Караваево            | деревня | 16        | Гостомльское сельское поселение     |
| 47  | Колки                | деревня | ↘265      | Кутафинское сельское поселение      |
| 48  | Коминтерн            | посёлок | 10        | Шаховское сельское поселение        |
| 49  | Конотоп              | деревня | 11        | Короськовское сельское поселение    |
| 50  | Коровье Болото       | село    | ↗121      | Апальковское сельское поселение     |
| 51  | Короськово           | село    | ↘212      | Короськовское сельское поселение    |
| 52  | Косарево             | деревня |           | Большеколчевское сельское поселение |
| 53  | Котовка              | деревня | ↗101      | Шаховское сельское поселение        |
| 54  | Красная Заря         | посёлок | 18        | Кутафинское сельское поселение      |
| 55  | Красная Поляна       | посёлок | 24        | Апальковское сельское поселение     |
| 56  | Красная Роща         | деревня | ↘95       | Кутафинское сельское поселение      |
| 57  | Красниково           | село    | 30        | Красниковское сельское поселение    |
| 58  | Краснознаменский     | посёлок | 1         | Ретяжское сельское поселение        |
| 59  | Красный Октябрь      | посёлок | 0         | Большеколчевское сельское поселение |
| 60  | Красный Пахарь       | посёлок | 1         | Кутафинское сельское поселение      |
| 61  | Кривцово             | деревня | 10        | Гостомльское сельское поселение     |
| 62  | Кривцово-Любуцкое    | село    | 10        | Гостомльское сельское поселение     |
| 63  | Кривчиково           | село    | ↘119      | Кривчиковское сельское поселение    |
| 64  | Кромской             | посёлок | ↘236      | Большеколчевское сельское поселение |
| 65  | Кромской Мост        | деревня | ↘293      | Большеколчевское сельское поселение |
| 66  | Кромы                | пгт     | ↘7017     | городское поселение Кромы           |
| 67  | Кутафино             | село    | ↘178      | Кутафинское сельское поселение      |
| 68  | Легоща               | деревня | 70        | Шаховское сельское поселение        |
| 69  | Лешня                | деревня | ↘60       | Кутафинское сельское поселение      |
| 70  | Линия                | посёлок | 5         | Большеколчевское сельское поселение |
| 71  | Лысовка              | деревня | 25        | Шаховское сельское поселение        |
| 72  | Макеево              | деревня | ↘233      | Короськовское сельское поселение    |
| 73  | Малая Драгунская     | деревня | ↘340      | Кутафинское сельское поселение      |
| 74  | Малая Колчева        | деревня | ↘288      | Большеколчевское сельское поселение |
| 75  | Малое Рыжково        | деревня | 10        | Шаховское сельское поселение        |
| 76  | Мартыновский         | посёлок | 1         | Гостомльское сельское поселение     |
| 77  | Марьинский           | посёлок | 9         | Стрелецкое сельское поселение       |
| 78  | Мирный               | посёлок | 1         | Короськовское сельское поселение    |
| 79  | Михайловский         | посёлок | 1         | Кутафинское сельское поселение      |
| 80  | Морозовский          | посёлок | ↘131      | Апальковское сельское поселение     |
| 81  | Моховое              | деревня | ↘138      | Гостомльское сельское поселение     |
| 82  | Надежда              | посёлок | 9         | Ретяжское сельское поселение        |
| 83  | Неживка              | деревня | 5         | Красниковское сельское поселение    |
| 84  | Нива                 | посёлок | 4         | Короськовское сельское поселение    |
| 85  | Нижние Ретяжи        | деревня | 22        | Ретяжское сельское поселение        |
| 86  | Ново-Ивановский      | посёлок | 44        | Кривчиковское сельское поселение    |
| 87  | Новотроицкий         | посёлок | 47        | Кутафинское сельское поселение      |
| 88  | Новотроицкий         | посёлок | ↘139      | Шаховское сельское поселение        |
| 89  | Ново-Федотово        | деревня | 0         | Апальковское сельское поселение     |
| 90  | Новочеркасский       | посёлок | ↘237      | Стрелецкое сельское поселение       |
| 91  | Новый Путь           | посёлок | 0         | Кутафинское сельское поселение      |
| 92  | Отрада               | посёлок | 5         | Кривчиковское сельское поселение    |
| 93  | Пашково              | деревня | 17        | Кривчиковское сельское поселение    |
| 94  | Победа               | посёлок |           | Большеколчевское сельское поселение |
| 95  | Победа               | посёлок | 9         | Шаховское сельское поселение        |
| 96  | Подвилье             | деревня | 17        | Гостомльское сельское поселение     |
| 97  | Подхватиловка        | деревня | ↘75       | Кутафинское сельское поселение      |
| 98  | Поливаново           | деревня | 11        | Большеколчевское сельское поселение |
| 99  | Посёлок имени Ильича | посёлок | 9         | Большеколчевское сельское поселение |
| 100 | Приволье             | посёлок | 0         | Гуторовское сельское поселение      |
| 101 | Пузеево              | деревня | ↘60       | Красниковское сельское поселение    |
| 102 | Пушкарная            | деревня | ↘306      | Стрелецкое сельское поселение       |
| 103 | Ракитня              | посёлок | 1         | Короськовское сельское поселение    |
| 104 | Рассоховец           | деревня | ↘110      | Красниковское сельское поселение    |
| 105 | Рассыльная           | деревня | ↘368      | Стрелецкое сельское поселение       |
| 106 | Ретяжи               | село    | ↘83       | Ретяжское сельское поселение        |
| 107 | Речица               | деревня | 67        | Большеколчевское сельское поселение |
| 108 | Ржава                | село    | ↘90       | Бельдяжское сельское поселение      |
| 109 | Родина               | деревня | ↘48       | Гуторовское сельское поселение      |
| 110 | Рожковский           | посёлок | 10        | Кутафинское сельское поселение      |
| 111 | Рыжково              | деревня | 8         | Кутафинское сельское поселение      |
| 112 | Самохвалово          | деревня | 18        | Апальковское сельское поселение     |
| 113 | Свободный Труд       | посёлок | 1         | Кутафинское сельское поселение      |
| 114 | Семенково            | деревня | ↘306      | Ретяжское сельское поселение        |
| 115 | Сизовы Дворы         | посёлок | 27        | Бельдяжское сельское поселение      |
| 116 | Слободской           | хутор   | 13        | Короськовское сельское поселение    |
| 117 | Соколов              | посёлок | 1         | Апальковское сельское поселение     |
| 118 | Средняя Гостомль     | деревня | 12        | Гостомльское сельское поселение     |
| 119 | Стрелецкая           | деревня | ↗446      | Стрелецкое сельское поселение       |
| 120 | Стрелица             | деревня | 0         | Большеколчевское сельское поселение |
| 121 | Сухое                | деревня | 0         | Апальковское сельское поселение     |
| 122 | Сухочево             | деревня | ↘78       | Кривчиковское сельское поселение    |
| 123 | Топково              | село    | 11        | Красниковское сельское поселение    |
| 124 | Торохово             | деревня | 11        | Апальковское сельское поселение     |
| 125 | Ульяновка            | деревня | ↗264      | Шаховское сельское поселение        |
| 126 | Успенский            | посёлок | ↘213      | Апальковское сельское поселение     |
| 127 | Федотово             | деревня | ↘127      | Апальковское сельское поселение     |
| 128 | Хлопово              | деревня | 26        | Ретяжское сельское поселение        |
| 129 | Черепово             | деревня | 19        | Бельдяжское сельское поселение      |
| 130 | Черкасская           | деревня | ↘1306     | Стрелецкое сельское поселение       |
| 131 | Шарыкино             | деревня | 15        | Бельдяжское сельское поселение      |
| 132 | Шахово               | село    | ↘2053     | Шаховское сельское поселение        |
| 133 | Шепелево             | деревня | 12        | Красниковское сельское поселение    |
| 134 | Шоссе                | посёлок | ↘260      | Гостомльское сельское поселение     |
| 135 | Шумаково             | деревня | ↘221      | Кривчиковское сельское поселение    |
| 136 | Яковлево             | деревня | 26        | Гуторовское сельское поселение      |
| 137 | Ясная Поляна         | посёлок | 0         | Гуторовское сельское поселение      |
| 138 | Ясная Поляна         | посёлок | 5         | Стрелецкое сельское поселение       |